# Tekax
Tekax de Álvaro Obregón, soms geschreven als Tecax (uitspraak: Tekasj, Yucateeks Maya: T-K’áax), is een stad in de Mexicaanse deelstaat Yucatán. Tekax heeft 23.524 inwoners (census 2005) en is hoofdplaats van de gemeente Tekax.
Tekax komt uit het Yucateeks Maya en betekent "plaats van het bos". In 1558 werd het door de Spanjaarden onderworpen. Tijdens de rumoerige 19e eeuw was Tekax een paar jaar hoofdstad van de onafhankelijke Republiek Yucatán en in 1857 werden er door opstandelingen onder leiding van Crescencio Poot honderden inwoners afgeslacht. In 1928 werd Tekax hernoemd naar de in dat jaar vermoorde Álvaro Obregón.